# 秦豊 (漢)
秦 豊（しん ほう、? - 29年）は、中国の新代から後漢初期にかけての武将。荊州南郡邔県黎丘郷の人。

## 事跡

### 楚黎王
| 姓名           | 秦豊                                 |
| 時代           | 新 - 後漢                            |
| 生没年         | ? - 29年（建武5年）                  |
| 字・別号       | 〔不詳〕                             |
| 本貫・出身地等 | 荊州南郡邔県黎丘郷                   |
| 職官           | -                                    |
| 爵位・号等     | 楚黎王〔自称〕                       |
| 陣営・所属等   | 〔独立勢力〕                         |
| 家族・一族     | 義理の子：延岑〔娘婿〕、田戎〔娘婿〕 |

新末後漢初に荊州に割拠した群雄の一人である。年少時代は長安に遊学し、律令を学んで、故郷に帰って県吏となった。地皇2年（21年）に蜂起し、地元の黎丘郷に拠る。更始2年（24年）までには、楚黎王を自称し、建武2年（26年）までには12県を領有した。
建武3年（27年）7月、漢の征南大将軍岑彭が黎丘郷へ進攻してくると、鄧県（南陽郡）で秦豊の部将の蔡宏が数カ月に渡ってこれを足止めする。しかし岑彭は、ここで巧みな用兵を見せた。まず秦豊軍の捕虜をわざと逃がし、岑彭が西の山都（南陽郡）を攻撃するとの偽情報を流す。これに引っかかった秦豊が西へ軍を向けると、岑彭は東の阿頭山（南郡襄陽県）を守備していた秦豊の部将の張楊を撃破し、そのまま黎丘郷を急襲して、その周辺部隊を次々と撃破した。慌てて引き返した秦豊は岑彭に夜襲を仕掛けて失敗、蔡宏を失う大敗を喫し、相の趙京が宜城（南郡）を漢に献じて降伏してしまう。
同年末、秦豊は部将の張成を、漢中郡から南陽へ逃れてきた延岑の下に派遣し、東陽聚（南陽郡育陽県）での漢軍との戦いに参戦させたが、張成は戦死し、延岑は秦豊の下に逃げ込んだ。また、当時の群雄の1人で、夷陵（南郡）を根拠地としていた田戎も黎丘郷へ救援にきたが、岑彭に敗北して夷陵へ逃げ帰っている。なお、これらと相前後して、秦豊は、延岑と田戎に、それぞれ自分の娘を嫁がせ、縁者に加えている。

### 降伏と最期
建武4年（28年）2月、秦豊は延岑に順陽（南陽郡）を攻撃させたが、漢の右将軍鄧禹に敗北し、延岑は漢中に逃れた。同年11月、秦豊が弱体化したと見た光武帝は、岑彭に代えて建義大将軍朱祜に黎丘郷の包囲を任せ、岑彭には田戎を討伐させている。12月には、光武帝自ら黎丘郷に親征し、秦豊に降伏勧告したが、秦豊は暴言と共にこれを拒否した。光武帝は討伐を朱祜に任せて洛陽に戻っている。
朱祜はその後、力を尽くして黎丘郷を囲み続け、秦豊も抵抗を続けたが、建武5年（29年）6月、ついに城内は困窮して母と妻子9人を引きつれ、肉袒（上半身肌脱ぎ）して降伏した。秦豊は監獄車に押し込められて洛陽に送致され、そこで処刑されている。